# Andrea Klikovac
Andrea Klikovac (née le 5 mai 1991 à Podgorica) est une handballeuse internationale monténégrine.

## Carrière
Elle remporte la médaille d'or du Championnat d'Europe féminin de handball 2012 en Serbie avec l'équipe du Monténégro féminine de handball.
Elle participe aux Jeux olympiques d'été de 2016 à Rio de Janeiro.